# Диоон колючий
Диоон колючий (лат. Dioon spinulosum) — вид саговников семейства Замиевые (Zamiaceae).
Растения древовидные. Ствол 10 (реже 16) м высотой, 40 см диаметром. Листья светло- или ярко-зелёные, высокоглянцевые, длиной 150—200 см, состоят из 140—240 фрагментов. Листовые фрагменты ланцетные; средние фрагменты 15—20 см длиной, 14—20 мм в ширину. Пыльцевые шишки от узкояйцевидных до веретеновидных, светло-серые, длиной 40—55 см, 7—10 см диаметром. Семенные шишки яйцевидные, светло-серые, длиной 30—90 см, 20—35 см диаметром. Семена яйцевидные, 40—50 мм, шириной 30—35 мм, саркотеста кремовая или белая.
Эндемик Мексики (Оахака, Веракрус). Этот вид растёт в низменности тропических вечнозелёных дождевых лесов на известняковых холмах и скалах.
Этот вид пострадал от тяжелого разрушения среды обитания в результате сельского хозяйства, скотоводства и создания водохранилищ, а также от чрезмерного сбора в прошлом. Растения защищены местными общинами.

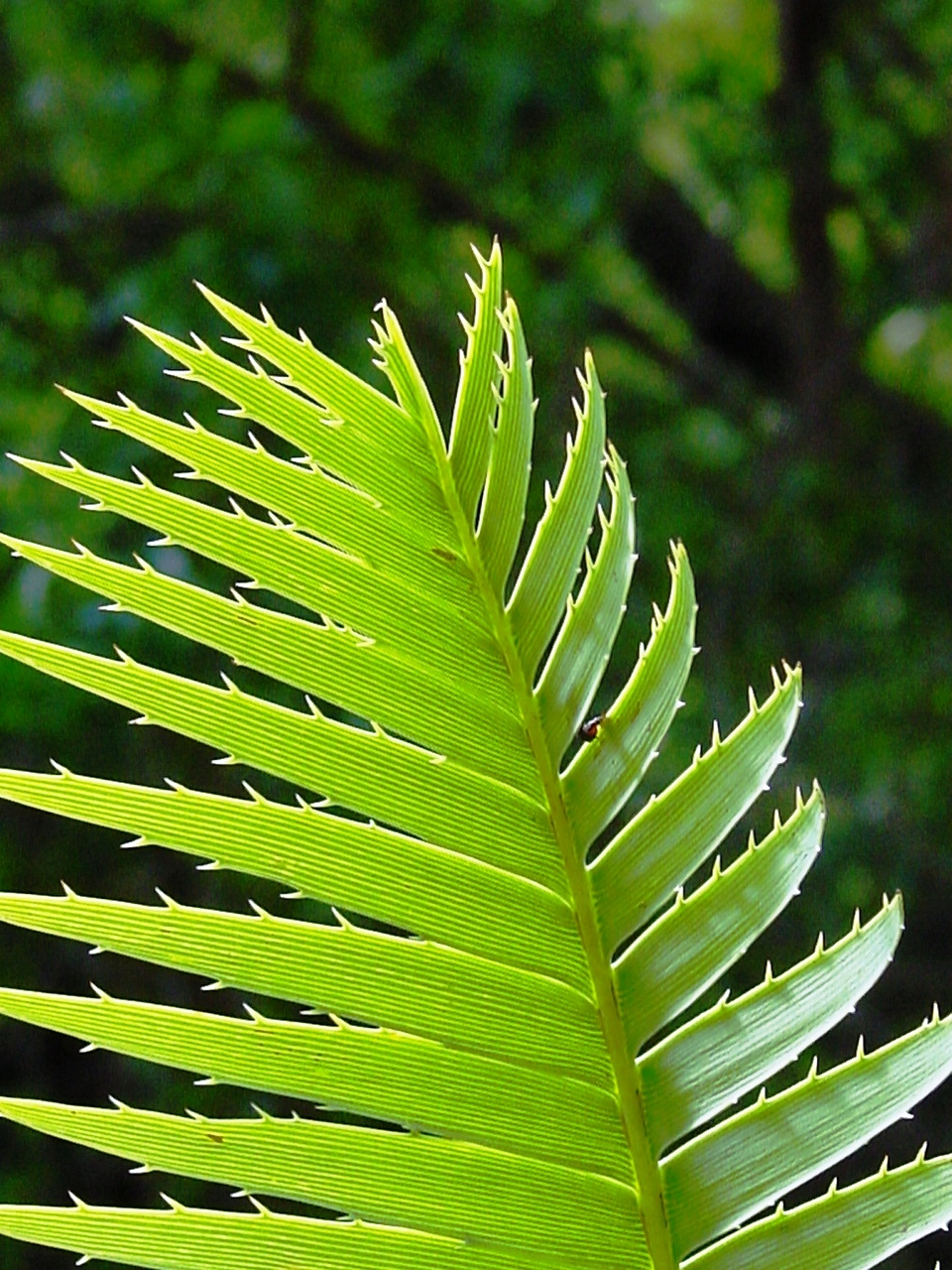
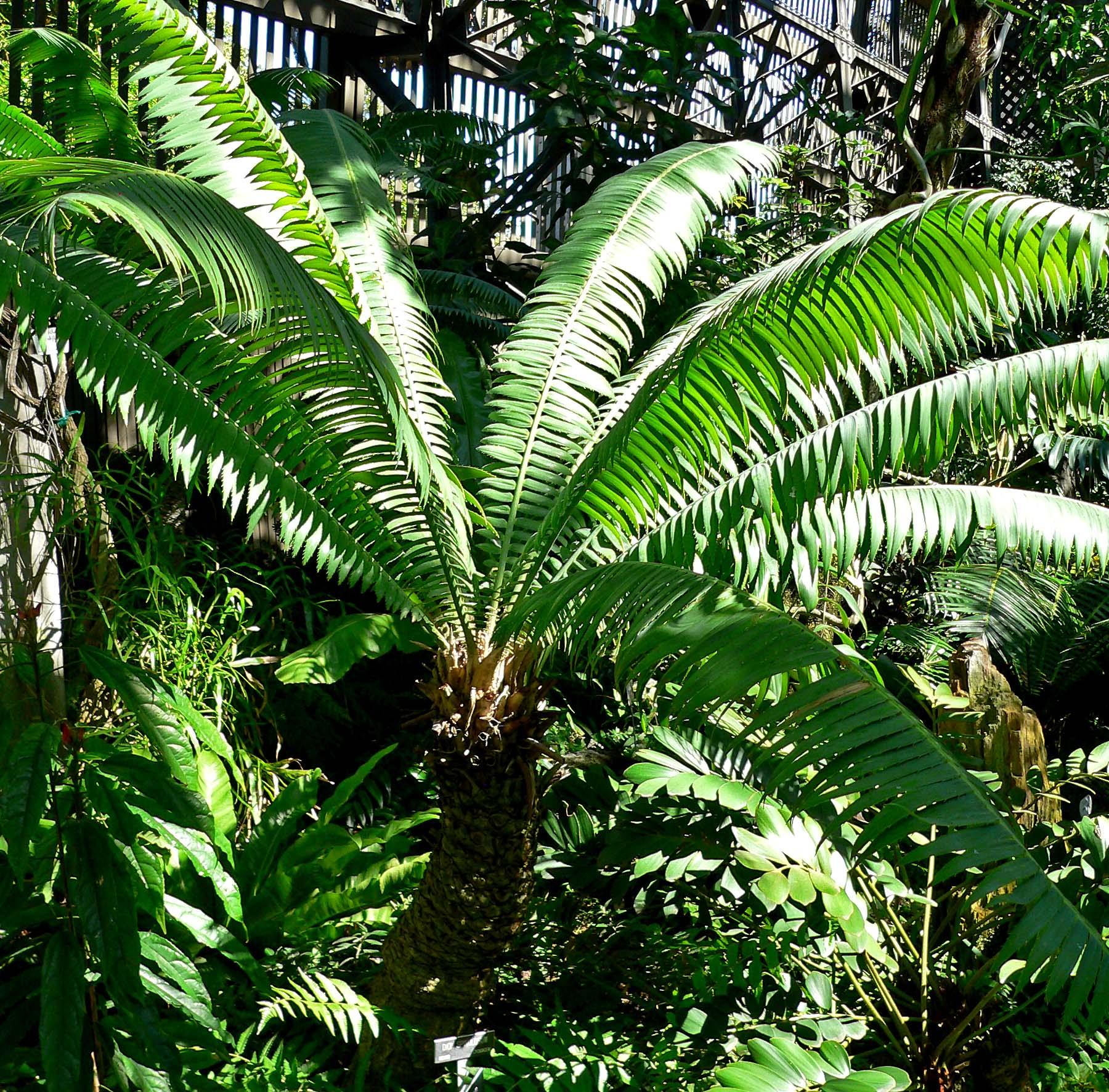